# 康氏擬花鮨
康氏擬花鮨，又稱康氏擬花鱸，為輻鰭魚綱鱸形目鱸亞目鮨科的其中一種，分布於西印度洋的南非海域，棲息深度40-56公尺，體長可達11公分，為底棲性魚類，屬肉食性，生活習性不明。

## 擴展閱讀
維基物種上的相關：康氏擬花鮨